# 逆賊-民の英雄ホン・ギルドン-
『逆賊-民の英雄ホン・ギルドン-』（ぎゃくぞく たみのえいゆうホン・ギルドン、ハングル：역적 : 백성을 훔친 도적）は、2017年1月30日から5月16日まで、韓国・MBCのMBC月火ドラマ枠で放送されたテレビドラマ。全30回。
15世紀の朝鮮王朝時代、暴君燕山君の悪政に苦しむ民を救うべく闘った実在の義賊洪吉童の活躍を描く。

## キャスト
- ホン・ギルドン：ユン・ギュンサン[1]

アモゲの次男。本作の主人公。義賊となる。生まれながらの怪力。
- ホン・ギリョン／パク・ハソン：シム・ヒソプ

アモゲの長男。ギルドンと生き別れになる。
- オリニ：イ・スミン

アモゲの末娘。ギルドンとギリョンの妹。
- アモゲ：キム・サンジュン

ギルドンたちの父。オム長官によって奴婢から解放され、友人となる。
- チョ参奉：ソン・ジョンハク

奴婢時代のアモゲが仕えた主人。
- オム・ジャチ（嚴自治）：キム・ビョンオク

両班で地方役人だったが、ギルドンたちの仲間になる。地方長官から朝廷の高官へと出世していく。
両班だが、賎民であるギルドンやその子分たちと平等に付き合える人格者。
- ガリョン：チェ・スビン

ギルドンを慕う娘。
- ソプリ、ヨンゲ、イルチョン、セゴル、クッセ

ギルドンの仲間たち
- 成宗：チェ・ムソン

李氏朝鮮の第9代王。
- 仁粋大妃：ムン・スク

成宗の生母。
- 貞顕王后：キム・ギョンファ

成宗の継室で第11代国王・中宗の母。
- 燕山君：キム・ジソク

李氏朝鮮の第10代王。実母は廃妃のうえ毒死。
- コンファ／チャン・ノクス：イ・ハニ

妓生のち燕山君の愛妾。
- ホ・テハク：キム・ジュンベ

アモゲと敵対するゴロツキ。
- モリ：キム・ジョンヒョン

ホ・テハクの右腕。
- チュンウォン君（イ・ジョン）：キム・ジョンテ

王族でギルドンの天敵。何度もよみがえりギルドンたちを苦しめる。

## 日本での放送
日本では、2018年7月10日から9月5日までBS-TBSで字幕版が、2018年12月18日から2019年1月25日までテレビ東京「韓流プレミア」枠で吹替版が放送された。
吹替キャスト
- ホン・ギルドン：阿座上洋平
- 燕山君：中村和正
- コンファ/チャン・ノクス：種市桃子
- ガリョン：近藤唯
- アモゲ：杉山大